# Małyniwka (rejon pokrowski)
Małyniwka (ukr. Малинівка) – wieś na Ukrainie, w obwodzie donieckim, w rejonie pokrowskim, w hromadzie Hrodiwka. W 2001 liczyła 730 mieszkańców.